# Jägersro Center
Jägersro Center er et 26.000 kvadratmeter stort indkøbscenter i Malmø, Skåne, i det sydligste Sverige. Det ligger overfor Derbybanan Jägersro, og består i dag af 36 butikker, blandt andet discountbutiken Coop Forum. Centeret blev indviet den 19. oktober 1962 under navnet Wessels Stormarknad som Skandinaviens første og Europas andet lavprisvarehus. Wessels Stormarknad ejedes på det tidspunkt af Wessels, der tidligere havde været et datterselskab af Magasin du Nord.